# فردا با تو
فردا با تو (کره‌ای: 내일 그대와; لاتین‌نویسی اصلاح‌شده: Nae-il Geudaewa) یک مجموعهٔ تلویزیونی کره جنوبی سال ۲۰۱۷ با بازی شین مین آ و لی جه هون است. این مجموعه از ۳ فوریه تا ۲۵ مارس ۲۰۱۷ روزهای جمعه و شنبه ساعت ۲۰:۰۰ (کی‌اس‌تی) از تی‌وی‌ان برای ۱۶ قسمت روی آنتن رفت.

## خلاصهٔ داستان
این مجموعه داستان یو سو-جون (لی جه هون)، که مدیر عامل یک شرکت املاک است و توانایی سفر در زمان از طریق مترو را دارد، و همسرش سون ما-رین (شین مین آ) را بازگو می‌کند که یک عکاس آماتور است.